# Proposition participiale
La proposition subordonnée participiale est une proposition qui n'est introduite par aucun mot subordonnant. Elle est séparée du verbe de la proposition principale par un signe de ponctuation (virgule, tirets ou parenthèses). Par ailleurs, elle est mobile dans la phrase.
Le temps aidant, elle l'oubliera. / Elle l'oubliera, le temps aidant.
La proposition subordonnée participiale contient un verbe au participe passé ou présent et son thème (on ne peut parler ici de sujet), qu'il ne partage avec aucun autre verbe.
L'hiver venu, elle fut démunie.
Les grilles s'ouvrant, les clients se précipitent dans le magasin.
Dans l'exemple ci-dessus, le participe s'ouvrant a un thème, les grilles, à lui seul ; il ne le partage pas avec le verbe se précipitèrent !
S'impatientant, le candidat perdit son sang-froid.
Dans ce cas, il n'y a pas de proposition subordonnée participiale, puisque le participe partage son thème avec le verbe de la proposition principale. C'est le candidat qui s'impatiente et c'est lui aussi qui perd son sang-froid.
Le thème précède le participe.
Les grilles s'ouvrant, les clients se précipitent dans le magasin.

## Fonctions de la proposition subordonnée participiale
Elle peut exercer la fonction de complément circonstanciel facultatif de :
- cause

Toutes les indications étant fausses, nous nous perdîmes.
- temps

Le soleil se couchant, nous rentrâmes.